# The Beyoncé Experience Live
The Beyoncé Experience Live è il terzo album dal vivo e il quarto album video della cantante statunitense Beyoncé, pubblicato il 16 novembre 2007 dalla Columbia.

## Tracce

### DVD:The Beyoncé Experience Live
1. Intro (The Beyoncé Experience Fanfare) – 1:08
2. Crazy in Love (Crazy Mix) – 4:08
3. Freakum Dress – 3:55
4. Green Light – 8:22
5. Baby Boy (Reggae Medley) – 4:10
6. Beautiful Liar – 2:25
7. Naughty Girl – 5:17
8. Me, Myself And I – 7:17
9. Dangerously In Love (He Loves Me Mix) – 7:10
10. Flaws and All – 4:19
11. Destiny's Child Medley – 19:47
12. Speechless – 4:15
13. Ring the Alarm Intro Skit – 3:33
14. Ring the Alarm – 3:23
15. Suga Mama – 3:07
16. Upgrade U (feat. Jay-Z) – 4:19
17. '03 Bonnie & Clyde (Beyoncé's Prince Mix) – 1:16
18. Check On It (Special Tour Version) – 2:07
19. Déjà Vu – 7:07
20. Get Me Bodied – 5:06
21. Welcome to Hollywood – 2:28
22. Deena/Dreamgirls – 1:56
23. Listen (Jailhouse Confessions) – 3:07
24. Irreplaceable – 7:31
25. Beyoncé's B'Day Surprise – 5:03
26. The Beyoncé Experience Credits (Beautiful Liar live instrumental) – 4:05

### CD:The Beyoncé Experience Live Audio
1. Crazy in Love – 5:28
2. Freakum Dress – 4:00
3. Green Light – 3:36
4. Baby Boy (Reggae Medley) – 4:22
5. Beautiful Liar – 2:30
6. Naughty Girl – 3:35
7. Me, Myself And I – 3:12
8. Dangerously In Love (He Loves Me Mix) – 6:59
9. Flaws and All – 4:23
10. Destiny's Child Medley – 19:47
11. Speechless – 3:35
12. Ring the Alarm – 2:41
13. Suga Mama – 3:08
14. Upgrade U (feat. Jay-Z) – 4:30
15. '03 Bonnie & Clyde (Beyoncé's Prince Mix) – 1:35
16. Check On It (Special Tour Version) – 1:55
17. Déjà Vu – 3:03
18. Get Me Bodied – 5:13
19. Welcome to Hollywood (feat. Jay-Z) – 2:31
20. Dreamgirls – 5:08
21. Irreplaceable (Medley) – 7:37